# Mýtna (district de Lučenec)
Mýtna (allemand : Mauth bei Dettwa,  hongrois : Vámosfalva) est un village de Slovaquie situé dans la région de Banská Bystrica.

## Histoire
La première mention écrite du village date de 1393.

## Démographie

### Évolution de la population
| Année:               | 1994. | 2004.   | 2014.   | 2024.   |
| -------------------- | ----- | ------- | ------- | ------- |
| Nombre de personnes: | 1240  | 1184    | 1188    | 1106    |
| Différence:          |       | -4,51 % | +0,33 % | -6,90 % |

| Année:               | 2023. | 2024.   |
| -------------------- | ----- | ------- |
| Nombre de personnes: | 1122  | 1106    |
| Différence:          |       | -1,42 % |